# Rüstorf
Rüstorf ist eine Gemeinde in Oberösterreich im Bezirk Vöcklabruck im Hausruckviertel mit 2313 Einwohnern (Stand 1. Jänner 2024). Die Gemeinde liegt im Gerichtsbezirk Vöcklabruck.

## Geografie
Rüstorf liegt auf 387 Meter Höhe im Hausruckviertel. Die Ausdehnung beträgt von Nord nach Süd 5,1 und von West nach Ost 5,6 Kilometer. Die Grenze im Osten bildet die Traun. Diese fließt in einer Meereshöhe von 370 Meter. Nach Westen steigt das Land steil zu einem bewaldeten Höhenrücken auf über 400 Meter an, um dann sanft zur Ager im Westen abzufallen.
Die Gesamtfläche beträgt 13,63 Quadratkilometer, davon sind 32 Prozent bewaldet, 53 Prozent werden landwirtschaftlich genutzt.

### Gemeindegliederung
Das Gemeindegebiet umfasst folgende Ortschaften (in Klammern Einwohnerzahl Stand 1. Jänner 2024):
- Buchleiten (23)
- Ebersäuln (8)
- Eglau (39)
- Glatzing (34)
- Hart (19)
- Hof (28)
- Johannisthal (195)
- Kaufing (608)
- Kreut (20)
- Mitterberg (74)
- Mitterbergholz (50)
- Mühlwang (429)
- Neudorf (62)
- Pfaffenberg (134)
- Roith (18)
- Rüstorf (572)

### Nachbargemeinden
| Schlatt       | Neukirchen bei Lambach (WL)                 |                           |
| Schwanenstadt | Kompassrose, die auf Nachbargemeinden zeigt | Stadl-Paura (WL)          |
| Redlham       | Desselbrunn                                 | Roitham am Traunfall (GM) |

## Geschichte
Der Ort hieß früher Mitterberg, was sich vom Schloss Mitterberg ableitete. Die erste urkundliche Erwähnung stammt aus dem Jahr 1185. Bereits 1348 wurde Rüstorf als Pfarre bezeichnet. Im 15. Jahrhundert erhielt die Kirche ihr heutiges Aussehen.
Ursprünglich im Ostteil des Herzogtums Baiern liegend, gehörte der Ort seit dem 12. Jahrhundert zum Herzogtum Österreich. Seit 1490 wird er dem Fürstentum Österreich ob der Enns zugerechnet. Während der Napoleonischen Kriege war der Ort mehrfach besetzt.
Seit 1918 gehört der Ort zum Bundesland Oberösterreich. Nach dem Anschluss Österreichs an das Deutsche Reich am 13. März 1938 gehörte der Ort zum Gau Oberdonau. Nach 1945 erfolgte die Wiederherstellung Oberösterreichs.
Die Gemeinde war bis Ende 2004 Teil des Gerichtsbezirks Schwanenstadt und wurde per 1. Jänner 2005 Teil des Gerichtsbezirks Vöcklabruck.

## Kultur und Sehenswürdigkeiten

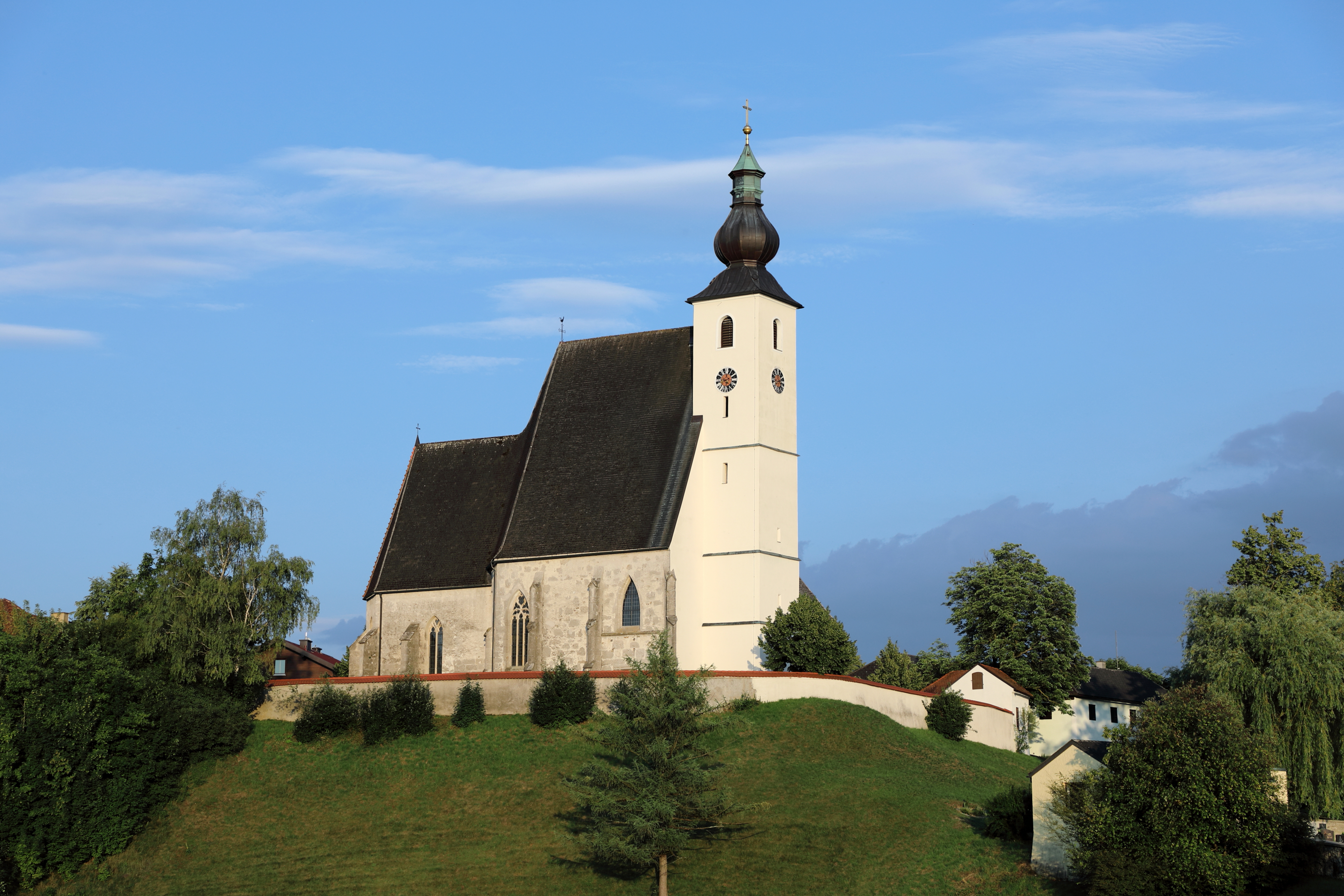
Pfarrkirche Mariä Namen mit Friedhof

- Katholische Pfarrkirche Rüstorf Mariä Namen: Der Sakralbau ist eine zweischiffige spätgotische Hallenkirche aus dem 15. Jahrhundert, wobei jedoch die Kapelle, der Chor und das Nordtor aus dem hochgotischen 14. Jahrhundert stammen. Der barocke Hochaltar mit den Apostelfiguren wurde um 1730 aufgestellt. Der rechte Seitenaltar, ein Antoniusaltar, wurde um 1751 gebaut, der linke, ein Annaaltar, stammt aus der Mitte des 19. Jahrhunderts.[4] Bis 1784 war Rüstorf eine Filialkirche von Schwanenstadt und wurde im Zuge der Josephinischen Reformen eine eigenständige Pfarre.[5]

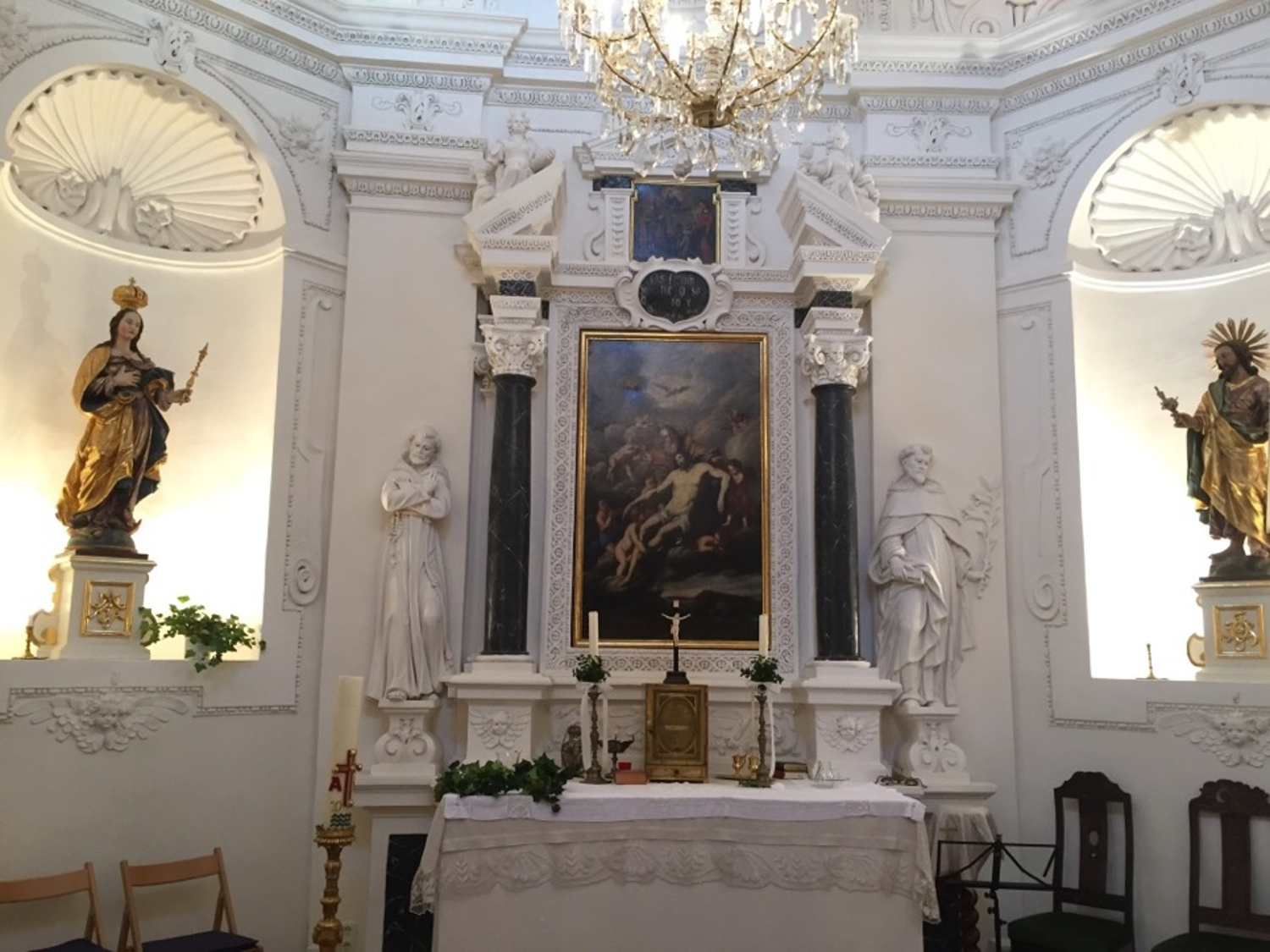
Blick auf den Altar der Schlosskapelle Mitterberg von 1653

- Schlosskapelle Mitterberg: Der oktogonale Sakralbau ist das einzige sichtbare Überbleibsel von Schloss Mitterberg, das 1185 erstmals erwähnt und 1653 samt Schlosskapelle unter Graf Georg Sigmund von Salburg als Geschenk für seine Ehefrau Gräfin Sidonia von Schärffenberg neu errichtet. Zwischen 1997 und 2003 wurde die Kapelle, die nun im Besitz der  Gesellschaft für Landeskunde und Denkmalpflege Oberösterreich war, vom Bundesdenkmalamt in ihrer ursprünglichen Form von 1653 restauriert.[6]

## Politik
Der Gemeinderat hat seit 2021 19 Mitglieder.
- Mit den Gemeinderats- und Bürgermeisterwahlen in Oberösterreich 1997 hatte der Gemeinderat folgende Verteilung: 11 ÖVP, 7 SPÖ und 7 FPÖ. (25 Mandate)
- Mit den Gemeinderats- und Bürgermeisterwahlen in Oberösterreich 2003 hatte der Gemeinderat folgende Verteilung: 12 ÖVP, 10 SPÖ und 3 GRÜNE. (25 Mandate)
- Mit den Gemeinderats- und Bürgermeisterwahlen in Oberösterreich 2009 hatte der Gemeinderat folgende Verteilung: 13 ÖVP, 7 SPÖ und 5 FPÖ. (25 Mandate)
- Mit den Gemeinderats- und Bürgermeisterwahlen in Oberösterreich 2015 hatte der Gemeinderat folgende Verteilung: 12 ÖVP, 8 FPÖ und 5 SPÖ. (25 Mandate)
- Mit den Gemeinderats- und Bürgermeisterwahlen in Oberösterreich 2021 hat der Gemeinderat folgende Verteilung: 9 ÖVP, 6 SPÖ und 4 FPÖ.[7]

### Bürgermeister
Bürgermeister seit 1850 waren:
- 1850–1858 Paul Schuster
- 1858–1861 Andreas Seyrl
- 1861–1864 Josef Neuhauser
- 1864–1867 Matthias Schönberger
- 1867–1876 Georg Vogl
- 1876–1879 Matthias Assmannsdorfer
- 1879–1882 Georg Gillesberger
- 1882–1885 Georg Vogl
- 1885–1888 Heinrich Petersamer
- 1888–1891 Georg Vogl
- 1891–1894 Georg Gillesberger
- 1894–1897 Josef Fellner
- 1897–1900 Georg Hobl
- 1900–1903 Franz Quirchmaier
- 1903–1906 Franz Lizelfelner
- 1906–1909 Johann Stadlmayr
- 1909–1912 Martin Zitzler
- 1912–1924 Ulrich Ammer
- 1924–1929 Johann Humer
- 1929–1938 Ulrich Ammer
- 1938–1945 Rudolf Stadlmayr
- 1945–1949 Rudolf Rathner
- 1949–1966 Karl Holzleitner
- 1966–1979 Franz Bieregger
- 1979–1991 Johann Wimmer
- 1991–2003 Josef Huemer
- 2003–2021 Pauline Sterrer (ÖVP)[9]
- seit 2021 Georg Seethaler (ÖVP)

### Wappen
Blasonierung: Schräg geteilt; oben in Rot ein silbernes Schaufelrad, unten in Silber drei die Teilungslinie berührende, grüne Stufen, darin eine silberne Margerite mit grünen Staubblättern. Die Gemeindefarben sind Grün-Weiß-Rot.
Das 1979 verliehene Gemeindewappen symbolisiert die Wirtschaftsstruktur der Gemeinde. Das Schaufelrad steht für die Ende des 19. Jahrhunderts angesiedelte Industrie und insbesondere für die Nutzung der Wasserkraft durch die Elektrizitätswerke an der Ager, die Margerite verweist auf die Landwirtschaft. Die drei Stufen stehen für die zur Ager hin abfallenden Geländeterrassen.

## Persönlichkeiten

### Söhne und Töchter der Gemeinde
- Richard Neudorfer (1900–1977), Pädagoge, Heimatforscher, Naturschützer, Schriftsteller und NSDAP-Mitglied